# 楊輝

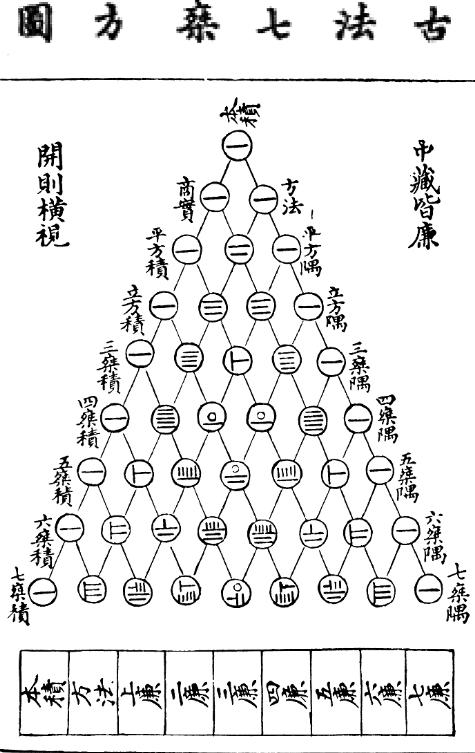
楊輝によるパスカルの三角形（1303年の朱世傑「四元玉鑑」より）

楊 輝（よう き、拼音：Yáng Huī）は、南宋の数学者。字は謙光。杭州銭塘県の人。
南宋末期（13世紀）は中国の歴史上、数学が最も発達を遂げた時代ともいわれ、秦九韶・李冶・朱世傑と共に、彼の名前が挙げられることがある。

## 著書
著した数学書は15種・21巻にのぼるという。
以下のうち、詳解九章算法を除く4つの著書がまとめられ、遅くとも1378年（楊輝の没後）には『楊輝算法』として発行されたといわれている。後に日本にも入ってきて当時の一部もしくは多数の和算家たちに影響を与えたとも考えられている。
- 詳解九章算法（12巻、1261年）
- 日用算法（2巻、1262年）
- 乗除通変本末（3巻、1272年）
- 田畝比類乗除捷法（2巻、1275年）
- 続古摘奇算法（2巻、1275年）